# 艾倫斯沃思 (加利福尼亞州)
艾倫斯沃思（英語：Allensworth）是位於美國加利福尼亞州圖萊里縣的一個人口普查指定地區。

## 地理
艾倫斯沃思的座標為35°51′00″N 119°23′21″W / 35.85000°N 119.38917°W，而該地最高點為海拔高度65米（即213英尺）。

## 人口
根據2010年美國人口普查的數據，艾倫斯沃思的面積為8.04平方千米，當中陸地面積為8.04平方千米，而水域面積為0.00平方千米。當地共有人口471人，而人口密度為每平方千米58人。